# یواس‌اس ویلروز ۲ (اس‌پی-۱۹۵)
یواس‌اس ویلروز ۲ (اس‌پی-۱۹۵) (به انگلیسی: USS Wilrose II (SP-195)) یک کشتی بود که طول آن ۷۵ فوت ۶ اینچ (۲۳٫۰۱ متر) بود. این کشتی  در سال ۱۹۰۸ ساخته شد.